# Вайгель, Фердинанд
Фердинанд Вайгель (пол. Ferdynand Weigel (31 декабря 1826, Львов — 28 июня 1901, там же) — польский и австро-венгерский общественный деятель, политик-демократ, член Рейхсрата (парламента) Австро-Венгерской монархии (Цислейтании), посол (депутат) Галицкого краевого сейма (с 1869). Президент Кракова (1881—1884). Почётный гражданин г. Ясло.

## Биография
Родился в старой буржуазной семье среднего достатка.
Лютеранин. До 1851 года изучал право во Львовском университете. В 1853 году поселился в Кракове и занялся адвокатской практикой, возглавлял адвокатскую контору. С 1854 г. — секретарь Ягеллонского университета. Активно отстаивал реполонизацию университета.
С 1865 года — секретарь Краковской торгово-промышленной палаты.
С 1866 года был членом Краковского городского совета, многолетний городской советник, трижды выдвигался кандидатом на пост президента города.
В 1872—1881 годы — вице-президент Кракова, в 1881 году стал президентом города. Занимал пост до 1884 года. Во время президентства, в основном, занимался экономическими вопросами, заботился о муниципальной экономике, продолжал реализацию программы модернизации Кракова. Пр нём был запущен конный трамвай, создано муниципальное статистическое управление и создана телефонная сеть. Началось строительство нового театра и здания колледжа Novum Ягеллонского университета, организована Школа торговли и курсы для женщин. Продолжалась работа по упорядочению города, строительству систем водоснабжения, регулированию Вислы.
С 1869 года — посол (депутат) Галицкого краевого сейма. Кроме того, в 1870—1881 и с 1891 по 1901 гг. был членом Рейхсрата (парламента) Австро-Венгерской монархии (Цислейтании).
Умер во Львове. В 1901 году как бывший президент перезахоронен за счет города Кракова на Раковицком кладбище.

## Память
- В честь Ф. Вайгеля была названа одна из улиц Кракова.